# Десант на Дрвар (фільм)
«Десант на Дрвар» (серб. Десант на Дрвар) — югославський кінофільм 1963 року, присвячений одному з найважливіших епізодів партизанської війни на Балканах — операції «Рессельшпрунг».

## Сюжет
Фільм розповідає про спробу німців у травні 1944 року захопити або знищити командувача югославських партизанів Йосипа Броз Тіто та знищити партизанський рух в окупованій Югославії. Операція провалилась через мужність та стійкість партизанів, що боронять рідну землю.

## В ролях
- Любіша Самарджич — Мілан
- Павле Вуїсич — Васіна
- Макс Фуріян — генерал Рендуліч
- Марія Лойк — Лепа, сестра Мілана
- Мата Мілошевич — полковник Фарнбілер
- Дарко Татіч — капітан Ріпке
- Франек Трефалт — Чарлі, фоторепортер
- Борис Стефанович — комісар
- Димитар Кіостаров — командир дивізії
- Адам Ведерняк — кравець